# Francisco Goldman
Francisco Goldman (Boston, 1954) è uno scrittore e giornalista statunitense.

## Biografia
Nato a Boston, nel Massachusetts, nel 1954 da padre statunitense di origine ebraica e da madre guatemalteca di religione cattolica, insegna scrittura creativa al Trinity College di Hartford e risiede tra New York e Città del Messico.
Il suo esordio nella narrativa risale al 1992 con il romanzo La lunga notte delle piume bianche al quale hanno fatto seguito altri quattro romanzi e un'opera di saggistica. Contribuitore dell'Harper's Magazine, suoi articoli sono apparsi in numerose riviste quali New Yorker, The New York Review of Books e The New York Times.
Nel corso della sua carriera ha ottenuto diversi premi tra i quali l'ultimo, in ordine di tempo, è il Prix Femina Étranger del 2011 per il romanzo Chiamala per nome.

## Opere

### Romanzi
- La lunga notte delle piume bianche (The Long Night of White Chickens, 1992), Milano, Il Saggiatore, 1998 traduzione di Luca Fontana ISBN 88-428-0598-X.
- L'equipaggio dimenticato (The Ordinary Seaman, 1997), Milano, Il Saggiatore, 1997 traduzione di Vincenzo Mingiardi ISBN 88-428-0552-1.
- Lo sposo divino (The Divine Husband, 2004), Milano, Il Saggiatore, 2007 traduzione di Lucia Foschi e Isabella Zani ISBN 88-428-1416-4.
- Chiamala per nome (Say Her Name, 2012), Milano, Il Saggiatore, 2015 traduzione di Lucia Foschi e Isabella Zani ISBN 978-88-428-1719-2.
- The Interior Circuit: A Mexico City Chronicle (2015)
- Monkey Boy (2021)

### Saggi
- L'arte dell'omicidio politico (The Art of Political Murder: Who Killed the Bishop Gerardi?, 1998), Milano, Il Saggiatore, 2008 traduzione di Francesca Tondi ISBN 978-88-428-1503-7.

## Premi e riconoscimenti
- 1992 Sue Kaufman Prize for First Fiction: vincitore con La lunga notte delle piume bianche
- 1998 Guggenheim Fellowship
- 2011 Prix Femina Étranger: vincitore con Chiamala per nome
- 2022 American Book Awards: vincitore con  Monkey Boy[6]